# Mitre Square

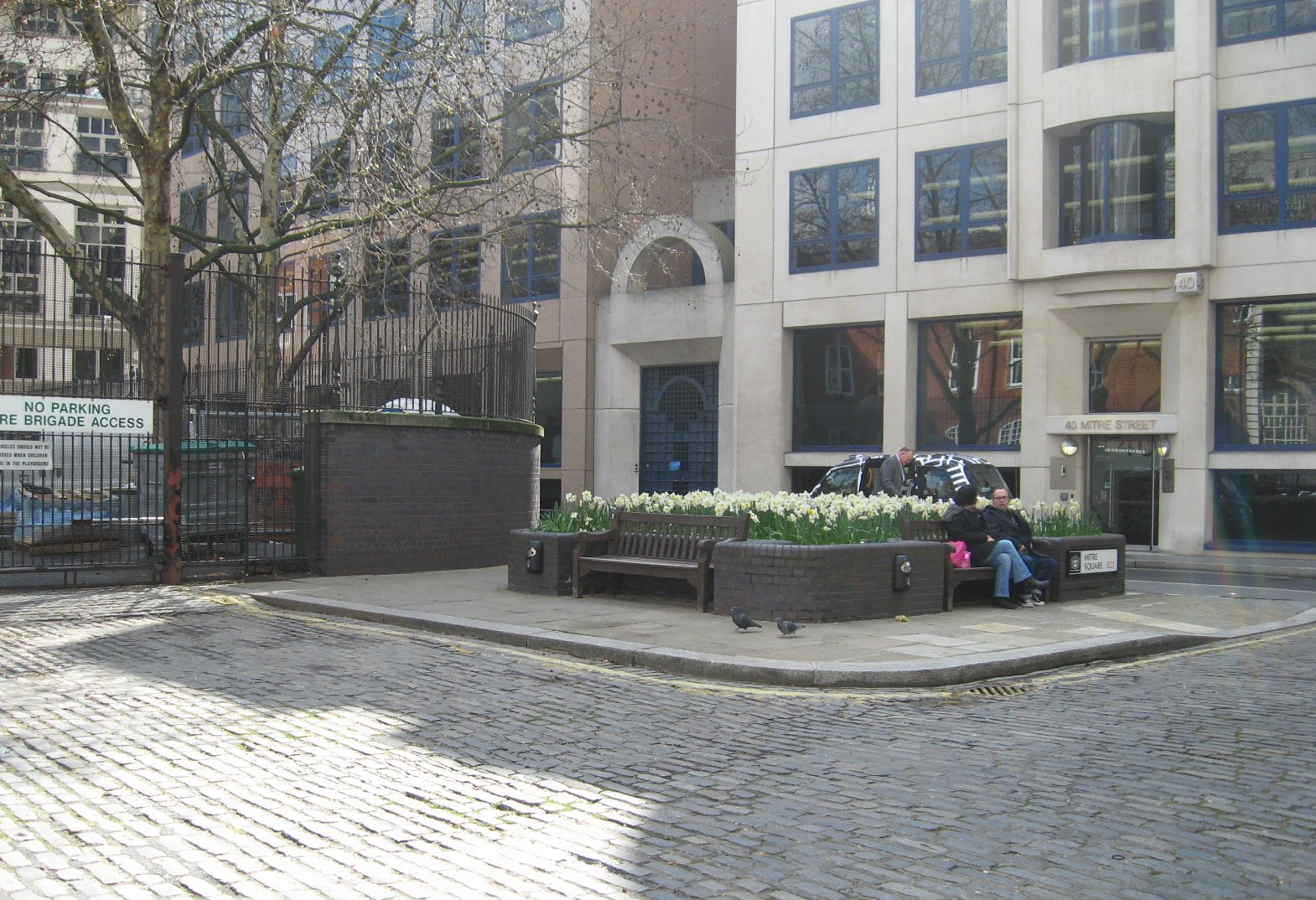
Der „Ripper's Corner“, der Fundort der Leiche von Catharine Eddowes (Mitre Square wie er bis 2017 aussah)

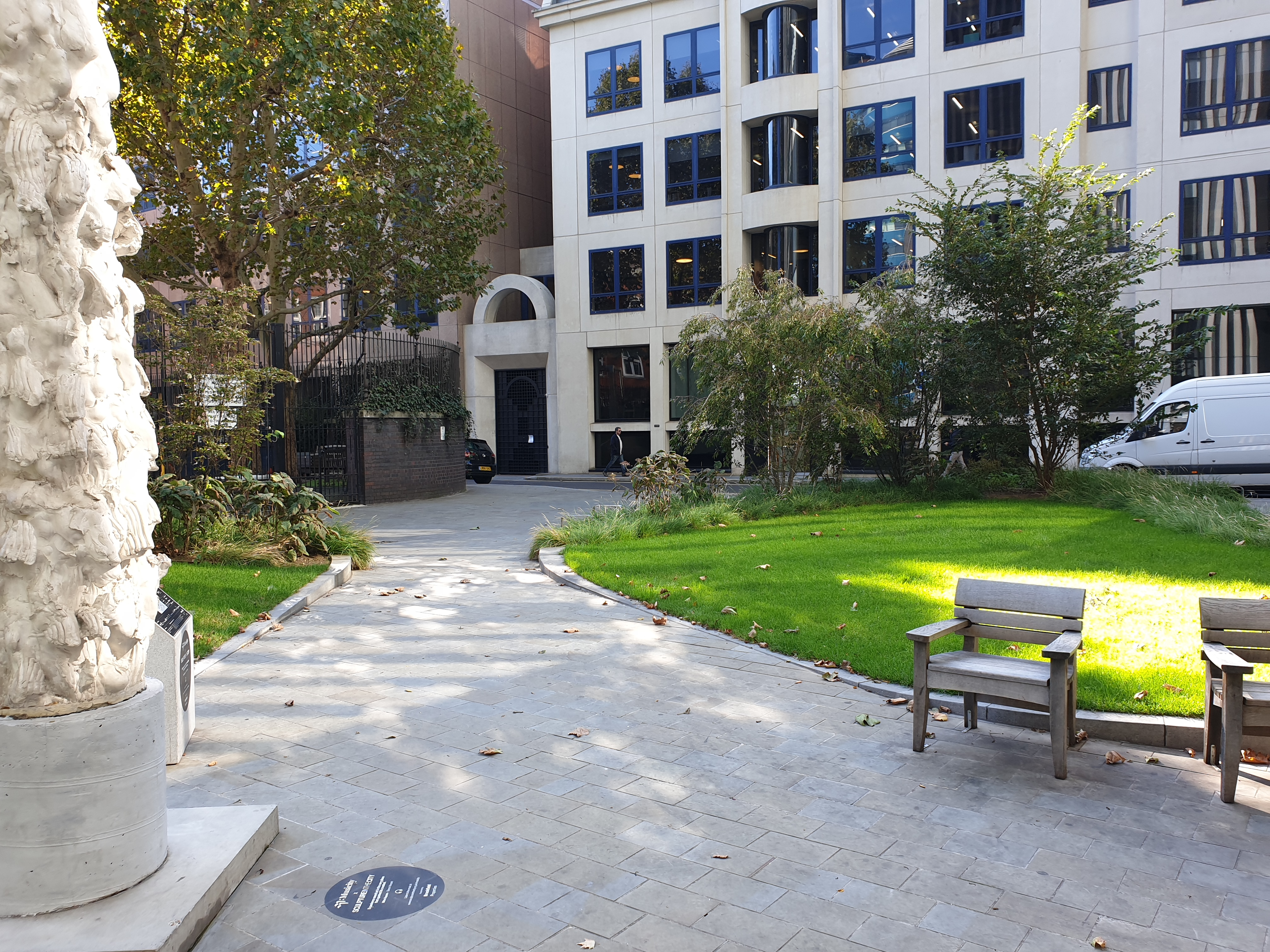
Gleiche Stelle 2019.

Mitre Square ist ein kleiner, etwa 500 Quadratmeter großer Platz in der City of London.
Verbunden ist er im Südwesten mit der Mitre Street, im Nordwesten mit der Creechurch Street und im Nordosten über die St James's Passage (früher: Church Passage) mit dem Duke's Place. Bis zur Auflösung der englischen Klöster im 16. Jahrhundert befand sich an dieser Stelle die Holy Trinity Priory, Aldgate.
An der südlichen Ecke des Platzes (heute auch „Ripper's Corner“ genannt) wurde am 30. September 1888 um 01.44 Uhr die Leiche von Catherine Eddowes gefunden, das vierte Opfer der Jack the Ripper zugeschriebenen Mordserie. Mitre Square ist der einzige Tatort der Ripper-Morde, der außerhalb des heutigen Stadtbezirkes Tower Hamlets liegt. Nur 44 Minuten zuvor war in der etwa einen Kilometer entfernten Berner Street die Leiche des dritten Ripper-Opfers Elizabeth Stride gefunden worden.
Im Jahr 2017 wurde der Platz neu angelegt.